# Conte di Dumbarton

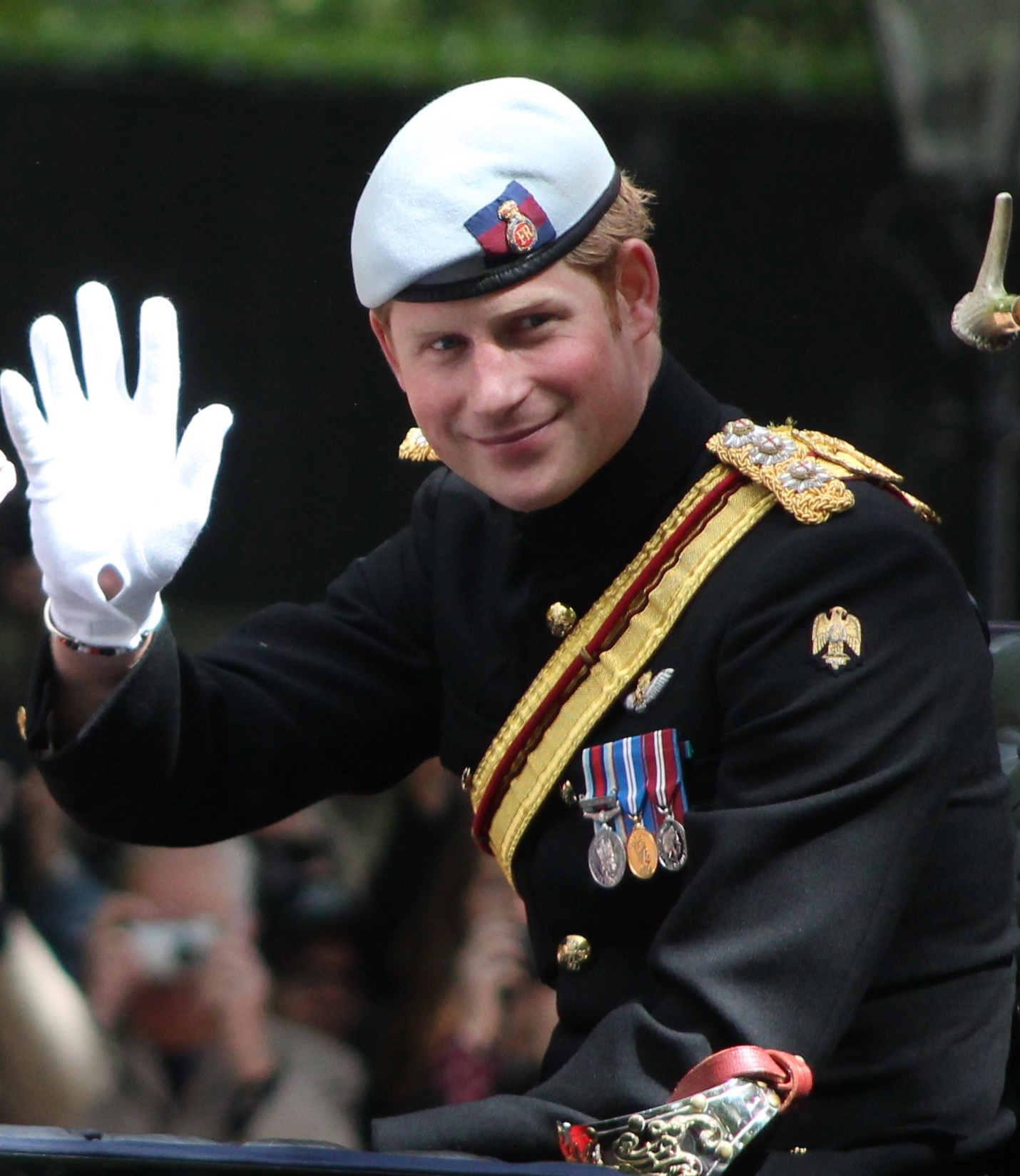
Henry, duca di Sussex, attuale Conte di Dumbarton

Conte di Dumbarton è un titolo nella Paria di Scozia che fa riferimento a Dumbarton, nell'area del Dunbartonshire Occidentale, in Scozia.
Fu creato per la prima volta il 9 marzo 1675 per Lord George Douglas, fratello minore del primo conte di Selkirk. Lord Dumbarton fu anche creato Lord Douglas di Ettrick, come titolo sussidiario. In seguito alla morte del secondo conte il titolo andò estinto nel 1749.
La mattina del suo matrimonio, Henry, duca di Sussex il 19 maggio 2018 ha ottenuto il titolo sussidiario di conte di Dumbarton dalla regina Elisabetta II.

## Conte di Dumbarton, prima creazione (1675)
- George Douglas, I conte di Dumbarton (1635–1692)
- George Douglas, II conte di Dumbarton (1687–1749)

## Conte di Dumbarton, seconda creazione (2018)
- Principe Henry, duca di Sussex (1984-viv.)